# Rügysodró tükrösmoly

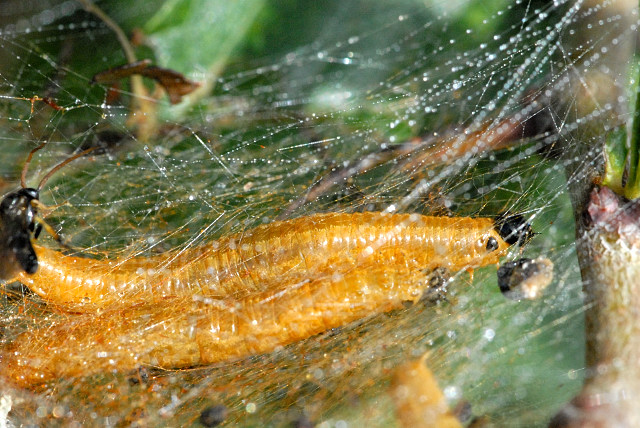
Rügysodró tükrösmoly hernyói a szövedékben

A rügysodró tükrösmoly (Hedya nubiferana) a valódi lepkék (Glossata) alrendjébe tartozó sodrómolyfélék (Tortricidae) családjának Magyarországon is honos faja.

## Elterjedése, élőhelye
Európában, Kis-Ázsiában, a Kaukázusban és Szibériában honos, Észak-Amerikába behurcolták. Hazánkban mindenütt előfordul, de egyenetlen sűrűségben.

## Megjelenése
Feltűnően tarka lepke. Első szárnyának kétharmada fekete, egyharmada fehér, kék pikkelyekkel. A szárny fesztávolsága 15–21 mm.

## Életmódja
Egy évben egy nemzedéke kel ki úgy, hogy az L2 vagy L3 fejlettségű hernyók telelnek át a fák koronájában, rejtett helyeken szőtt telelő gubókban. A hernyók rügyfakadáskor bújnak elő, a megpattanó rügyek csúcsán vagy a levelek csúcsai között behatolnak a rügyekbe, és kirágják azokat. Májusban bábozódnak. A lepkék rövid idő múlva kikelnek, és hosszan rajzanak. A petékből ugyancsak gyorsan kelnek ki a hernyók, és eleinte a levelek fonákját rágják, vagy a gyümölcsöt károsítják egy ráhúzott levél védelmében.
Polifág faj, amelynek hernyói a legkülönbözőbb fákon és cserjéken is kifejlődhetnek. Hazánkban nemcsak számos gyümölcsfán és cserjén nevelték ki, de a szamócán is. Főleg az almafát károsítja, de a nyár második felében egyéb gyümölcsök felületi rágásával is jelentős károkat okozhat. A külföldi irodalom tápnövényeként megnevez erdei fákat is:
- tölgy,
- nyír,
- kőris,
- fűz,
- éger,
- rezgő nyár.

Gazdasági jelentősége időben és térben változó; időnként a gyümölcsösök tavaszi molylepkeegyüttesében fontos kártevő lehet.

## Külső hivatkozások
- Mészáros Zoltán – Szabóky Csaba: A magyarországi molylepkék gyakorlati albuma. Budapest: Agroinform. 2005.  arch Hozzáférés: 2018. április 6. (PDF)